# Liste des saints du VIIIe siècle

Cette liste concerne les saints et les bienheureux, reconnus comme tels par l'Église catholique, ayant vécu au VIIIe siècle.

## Années 720

### Année 726
| No. | Image      | Nom                                | Dates   | Informations                                                |
| --- | ---------- | ---------------------------------- | ------- | ----------------------------------------------------------- |
| 1.  | sans cadre | Sainte Théodosie de Constantinople | 700-726 | Religieuse morte martyr lors des persécutions iconoclastes. |